# Sede titolare di Caria
Caria (in latino: Cariacensis) è una sede titolare soppressa della Chiesa cattolica.

## Storia
Caria è il nome con cui, in epoca bizantina, veniva chiamata la città di Stauropoli, che a sua volta assunse questo nome con l'avvento del cristianesimo. In precedenza, in epoca ellenistico-romana, la città si chiamava Afrodisia.
Nella prima metà del XX secolo, la Santa Sede istituì la sede sede arcivescovile titolare Cariacensis, che fu soppressa alla morte del suo unico titolare nel 1938, per la coesistenza della più appropriata sede titolare di Stauropoli.

## Cronotassi dei vescovi titolari
- Alexandre-Louis-Victor-Aimé Le Roy, C.S.Sp. † (13 maggio 1921 - 21 aprile 1938 deceduto)